# لايوس

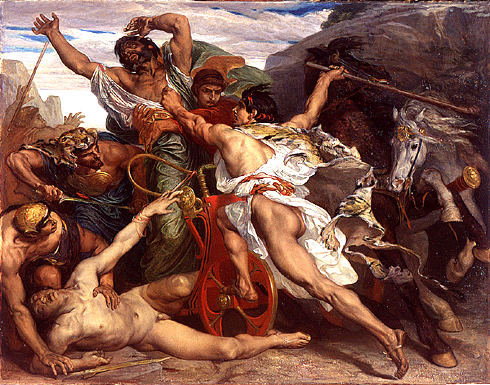
مقتل الملك لايوس على يد نجله أوديب، من رسم جوزيف بلان.

في الأساطير اليونانية، كان الملك لايوس (يُلفَظ /ˈlaɪ.əs/)، (باليونانية: Λάϊος)‏ هو ملك مدينة طيبة، يُعد الشخصية الرئيسية في تأسيس أسطورة طيبة.

## الأسرة
لايوس هو والد أوديب وابن لابداكوس، وزوجته جوكاستا، وهي التي أنجبت أوديب.